# بيت عزرا
بيت عزرا عبرية: בית עזרא هو موشاف في جنوب إسرائيل. يقع بين أسدود وعسقلان على السهل الساحلي الفلسطيني، تحت ولاية مجلس بير توفيا الإقليمي. بلغ عدد سكانه 1,103 نسمة في 2014.
تأسس الموشاف عام 1950 من قبل مهاجرين عراقيين على أنقاض قرية حمامة وسمي باسم عزرا. إلى الجنوب تقع التلة 69، والتي كانت موقع عسكري، ومسرح قتال خلال حرب 1948. كما يوجد بالقرب من المستعمرة جسر أد هالوم، الذي توقف عنده الجيش المصري أثناء تقدمه نحو تل أبيب.